# 黄順姫
黄 順姫（ファン・スニ、朝鮮語: 황순희、1919年5月3日 - 2020年1月17日）は、朝鮮民主主義人民共和国の政治家。朝鮮労働党中央委員会委員、朝鮮革命博物館館長、朝鮮民主女性同盟副委員長などを歴任。革命第1世代の1人。夫は朝鮮人民軍大将の柳京洙。

## 経歴
1919年、中華民国吉林省延吉県で生まれる。1935年11月に朝鮮人民革命軍に入隊し、抗日武装闘争に参加した。日本の敗戦後、祖国が解放されると金日成が率いる朝鮮民主主義人民共和国に帰還し、朝鮮民主女性同盟に恵山市で参加した。金日成高級党学校を卒業。1949年に金日成の妻・金正淑が亡くなると、長男の金正日と長女の金敬姫の世話をした。1961年には朝鮮労働党中央委員会委員候補に選出された。1962年には最高人民会議第3期代議員に選出され、1965年には朝鮮革命博物館責任活動家に就任した。1969年には党中央委員会委員に昇格し、朝鮮民主女性同盟中央委員会委員に選出され、党中央委員会委員の職を2010年まで務めた。1990年に朝鮮革命博物館館長に任命され、2020年に死去するまで務めた。2016年5月9日に開かれた朝鮮労働党中央委員会第7期第1回総会で党中央委員会委員候補に選出された。2017年に金正恩党委員長（国務委員長）が革命博物館を現地指導した際には温かい話を交わしている。2020年1月17日、急性肺炎で死去した。享年100歳。同日、金正恩党委員長が李雪主夫人と共に弔問に訪れた。1月19日に崔竜海最高人民会議常任委員会委員長が国家葬儀委員会委員長に選出され、国葬が執り行われた。
1982年に金日成勲章、2012年に金正日勲章を授与された。

## 参考サイト
- 북한정보포털